# Hedge fund
A hedge fund egy kevéssé szabályozott befektetési alap, amely jellemzően csak szűk körű; olyan vagyonos befektetők részére elérhető, akik a tőke arányában vett fix díjon felül gyakran sikerdíjat fizetnek az alap menedzserei részére.
A hedge fund-ok lazább szabályozásukra és zártkörűségükre tekintettel sokkal komplexebb, egyedibb, és gyakran kockázatosabb befektetési stratégiákat tudnak megvalósítani, mint a legtöbb más vagyonkezelési megoldás, sokkal szélesebb körű eszközöket felhasználva. Ez többek között az árfolyam csökkenésére spekuláló short-pozíciókat, összetett, akár tőzsdén kívüli származtatott termékeket, illetve a saját tőkén felüli kitettség, a tőkeáttétel felhasználását jelenti. 
A hedge fund magyar fordítására nincs egységesen elfogadott kifejezés. A médiában gyakran megjelenik a fedezeti alap, árfolyamkockázati alap szóösszetétel, de egyik sem fedi a hedge fund definíciójának lényegét, így a leggyakrabban a szakmai anyagokban is az eredeti hedge fund kifejezés szerepel. A „hedge” szónak valóban a 'fedezés' a magyar megfelelője, azonban ez eredetileg is arra vezethető vissza, hogy a hedge fund-ok hőskorukban gyakran egyes pozíciókkal ellentétes irányú, vagy azok kockázatát lefedező pozíciót vettek fel hasonló eszközökben, derivatív termékekben. A magyar szabályozói környezetben az abszolút hozamú alapok tekinthetők leginkább hasonlatosnak az angolszász hedge fundokhoz működési szabályozottságukat, illetve működési logikájukat tetkintve. 

## Története
Az első hedge fund-ot Alfred Winslow Jones indította 1949-ben. Jones elmélete szerint minden részvény árfolyammozgásának oka két tényezőre bontható. Az egyik a teljes részvénypiacra vonatkozó mozgásból, a másik az értékpapír saját teljesítményéből adódik. Hogy kizárja a teljes piaci hatásokat, Jones portfolióját részben megvett részvényekből alakította ki, amelyeket erősebbnek tartott a legtöbb részvénynél, részben pedig short, azaz árfolyamesésre spekuláló pozíciókat vett fel olyan papírokban, amelyeket gyengébbnek tartott a többinél. Megfelelően kiegyensúlyozva ezzel képes volt arra, hogy a teljes piaci kockázatot nagymértékben lecsökkentse. Nyereséget akkor ért el, ha a megvett részvények jobban emelkedtek vagy kevésbé csökkentek, mint a short-oltak, függetlenül a piac általános irányától. Lényegében lefedezte magát a piaci, szisztematikus kockázattal szemben, innen származik a hedge fund kifejezés.

## Ágazat
Az ágazat mérete egyes becslések szerint 2009 végén meghaladta a 2000 milliárd dollárt, amely még mindig elmaradást jelent a válság előtti, 2007-es 2500 milliárdos értékhez képest. A 25 legnagyobb hedge fund által kezelt összeg 519,7 milliárd dollár volt. Ezek közé tartoznak: a JP Morgan Chase hedge fund-ja ($53.5 milliárd kezelt vagyon), a Bridgewater Associates ($43.6 milliárd), Paulson & Co. ($32 milliárd), Brevan Howard ($27 milliárd), és a Soros Fund Management ($27 milliárd).

## Díjak
Egy hedge fund menedzser jellemzően kétféle díjazást kap, vagyon arányában számított menedzsment díj és teljesítményarányos sikerdíj formájában. Az előbbi az ágazatban megszokott 2%, míg az utóbbi a legtöbb esetben 20%.

## Stratégiák
A hedge fund-ok szabad működésük következtében nagyon sokféle, magas és alacsony kockázatú, akár nagyon összetett befektetési stratégiát alkalmazhatnak.
A főbb stratégiák:
- Global Macro: Pozíciók felvétele potenciálisan a világ bármely pénzügyi piacán, jellemzően párhuzamosan több helyen is, makroökonómiai eseményekre alapozott döntéshozatali mechanizmusok által.
- Long/Short Equity: Részvénypiacon vételi és nyitott eladási (short) pozíciók felvétele általában tetszőleges arányban és rövid és középtávú időzítéssel, technikai és esetenként fundamentális elemzésre alapítva.
- Event Driven: Valamilyen speciális eseményre, például vállalatok fúziója miatti félreárazásra alapuló stratégiák.
- Short Bias: Kifejezetten a részvények vagy részvénypiacok árfolyamesésére történő spekulatív pozíciók felvétele.
- Managed Futures: Határidős piacokra kifejlesztett, túlnyomó többségében trendkövető stratégia csoport.
- Emerging Markets: Feltörekvő részvénypiacokra, esetleg kötvénypiacokra devizákra alapuló, azok relatív felülteljesítésére történő spekuláció.

## A hedge fund-ok kockázatai
Bár maga a "hedge" kifejezés egy befektetés vagy spekulatív pozíció kockázatának csökkentését jelenti, egy hedge fund-ba történő invesztálás akár kockázatosabb is lehet, mint egy bejegyzett befektetési alap melletti döntés. A legtöbb hedge fund az alábbi jellemzőkkel bír:
Tőkeáttétel - Az alap gyakran a saját tőkéjén felül is vállal kötelezettséget, ami pénz kölcsönvételét és befektetését, vagy határidős pozíciók felvételét jelenti. Ha egy hedge fund minden 1 dollár befektetők által adott dollár után 9 dollár kölcsönt alkalmaz, akkor egy 10%-os a pozíciók irányával szembeni árfolyammozgás az alap portfólióját képező eszközökben a teljes saját tőke elvesztését is jelentheti. Ez történt a Long Term Capital Management esetén is 1998-ban, amikor is a hedge fund 4 milliárd dolláros saját tőkéjével szemben 125 milliárd dollár árfolyamértékű pozícióval rendelkezett.
Short ügyletek (rövidre eladás) - Az árfolyamesésen történő profitszerzés elméleti szinten is korlátozott, hiszen egy eszköz értéke nem eshet nulla alá, ezzel szemben az árfolyam-emelkedés elméleti mértéke végtelen. Mivel sok hedge fund időről időre, vagy akár dedikáltan (short bias kategória) vesz fel short pozíciókat, így ezen elméletileg mindenképpen létező aszimmetrikus kockázatot vállalja.
Kockázat (volatilitás) keresés - Más befektetési alapoktól eltérően a hedge fund-ok sokkal inkább keresik az olyan magas hozamlehetőségű, átlagosnál kockázatosabb eszközöket, amelyek árfolyama a megszokottnál volatilisebb. Ezek közé tartoznak az alacsonyabb besorolású vállalati kötvények, a valamilyen súlyos helyzetbe, akár csődközeli állapotba került vállalatok értékpapírjai, vagy a 2007-ben eszkalálódott jelzálogpiaci válság során nagyot zuhanó jelzálog kötelezettségekre alapozott értékpapírok.
Tőzsdén kívüli (OTC) piacok - Amíg a befektetési alapok többségét a jogszabályok erősen korlátozzák, vagy eltiltják a tőzsdén kívüli, alacsony likviditású ún. OTC piacoktól, számos hedge fund ezeken a piacokon köt üzleteket és vállal fel pozíciókat, amely szélsőséges piaci helyzetekben a meglévő eszközök értékesítési lehetőségének az eltűnését is jelentheti.
Transzparencia hiánya - a hedge fund-ok zárt, szűk körű magántulajdonban lévő jogi személyek, amelyek rendszerint nem hozzák nyilvánosságra dokumentumaikat. Emiatt a befektetőknek nehezebb lehet átlátni a hedge fund stratégiáját és az ezzel összefüggő veszélyeket.
Szabályozás/ellenőrzés hiánya - a hedge fund-ok zártkörű mivolta miatt a felügyelő hatóságok, a nagyközönség megvédésének igényének hiányában kevésbé ellenőrzik ezeket, amely tény a befektetők számára átgondoltabb belépési döntést igényel.
Opció eladás - Az eladott opciók elméleti vesztesége korlátlan, mivel az eladó vállalja az alaptermék megvásárlási vagy eladási kötelezettségét. Egyes hedge fundok tudatosan vállalják ezt a kockázatot, ami nagymértékű árfolyam-elmozdulás, vagy piaci pánikok idején is tapasztalható beárazott volatilitásugrás esetén komoly veszteségeket eredményezhet.